# 藝備銀行

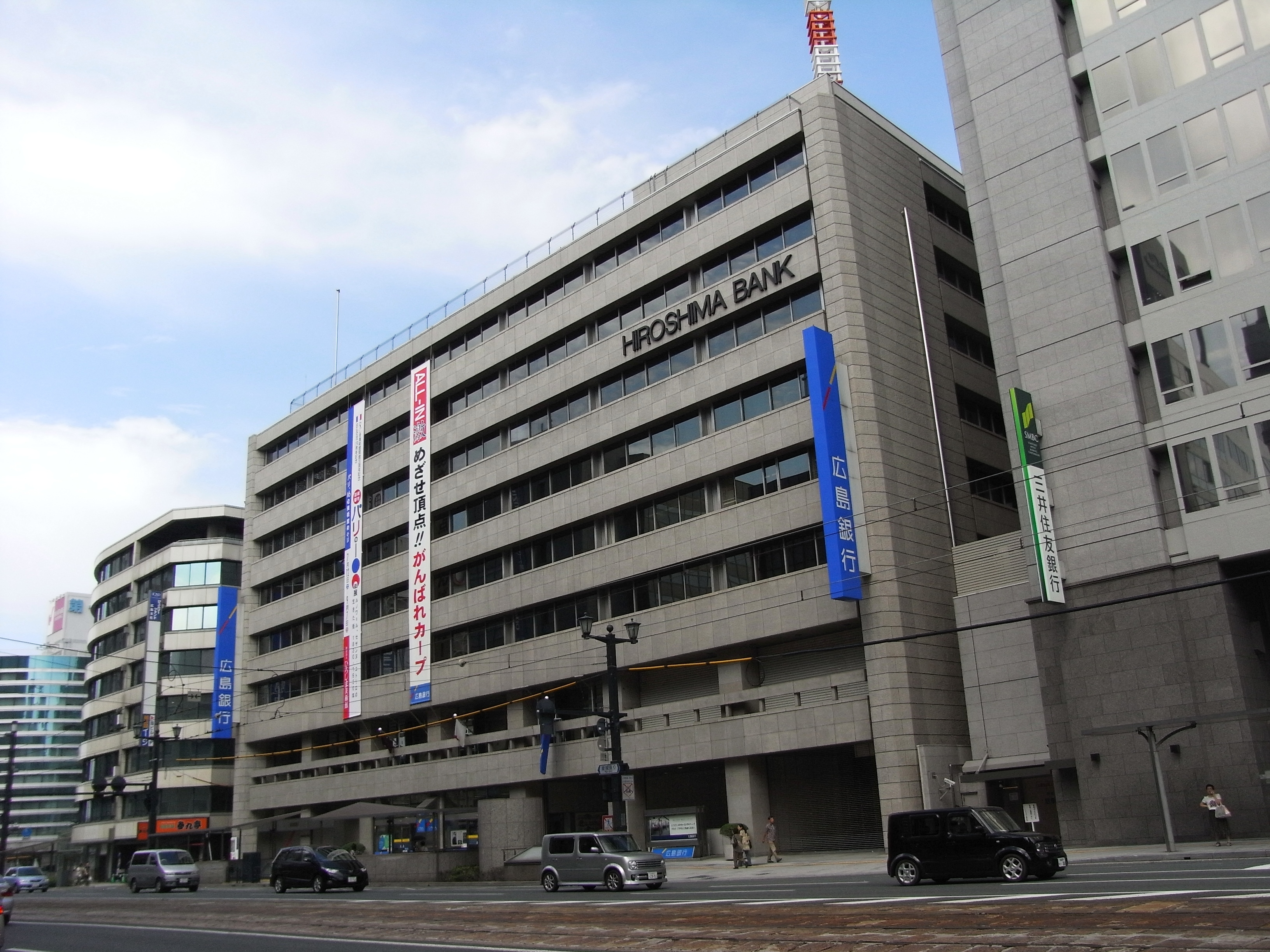
曾經位於藝備銀行本店的位置，現在建立在廣島市中區紙屋町的廣島銀行本店（第二代）。

株式會社藝備銀行（日语：芸備銀行 / げいびぎんこう）成立於1920年（大正9年），是一家位於日本廣島市的地方銀行，是現今廣島銀行的前身。在以該行為中心的合併下，該行於1945年作為新成立的銀行啟動運作。有時人們也會將其稱為「舊藝備銀行」，以區別於「（新）藝備銀行」。

## 歷史

### 成立背景
1893年（明治26年）放宽开设银行的条件，在广岛县各地开设了多家银行，在大正1年時达到44家。這些銀行大多由當地的地主、商工業者籌集資金創立，對於促進地區產業的發展發揮了重要作用。但是，在日俄戰爭後，好壞景氣的波動變得更加劇烈，一些小型銀行也開始面臨破產的風險。這些銀行中有很多被財閥系大銀行收購並轉讓營業權，而許多本地的資本也開始流出縣外。因此，當地開始出現了合併小型銀行以形成地區經濟核心的趨勢。   。
第一次世界大戰期間的繁榮景氣，在1918年第一次世界大戰結束後迅速轉變為嚴重的戰後恐慌，導致廣島縣各地的許多銀行陷入了無法支付的困境。 。在這樣的背景下，為了避免小型銀行的過度競爭，政府和縣方推動銀行合併。1919年7月，廣島知事若林賚藏主持了（舊）廣島銀行和廣島商業銀行的合併談判，並加入了位於尾道的第六十六銀行，最終在翌年春季達成了三家銀行的合併協議。由於這是安芸地區和備後地區銀行的合併，因此新銀行的名稱被定為「藝備銀行」。此外，原本正在進行合併談判的三次儲蓄銀行、比婆銀行、角倉銀行和雙三儲蓄銀行四家銀行也加入了這次合併，共有七家銀行參與，這使得當時罕見的大型地方銀行誕生。  

### 通過內外縣內各行銀行的合併實現業務擴大
藝備銀行於1920年6月30日以資本金1,500萬日圓成立 ，同年10月1日開業。其總店位於廣島市元柳町的（舊）廣島銀行本店（建於1908年），分支機構遍布全縣。但由於元柳町的總店作為管轄7家銀行合併後迅速擴大的支行網路的辦事處而變得狹小，職員和工作量都在增加，因此在1923年，該行購買了市內紙屋町的新地皮，並於1925年開始興建新的總店 。另一方面，根據井上洋一郎的《廣島財界今昔物語》，該行成立之初，由於7家前身銀行各自的習慣和人脈不同，導致幫派鬥爭不斷 。